# كنيسة فنار القديسة مريم (نابولي)
كنيسة فنارالقديسة مريم (بالإيطالية: Chiesa di Santa Maria del Faro)‏ هي كنيسة في الحي الرباعي لبوسيليبو في نابولي بإيطاليا.

## النشأة
تأسست الكنيسة في القرن الثالث عشر، ورممت في القرن الثامن عشر باستخدام تصاميم فرديناندو سانفيليس وتحت رعاية عائلة مازا. تضم الكنيسة الباروكية أجزاء صغيرة من التوابيت الرومانية. تحتوي على أجزاء من فيلا بايسالفون الرومانية، التي كانت موقع منارة رومانية؛ ومن هنا جاء اسم سانتا ماريا ديل فارو، «منارة القديسة مريم».

## فهرس
- Napoli e dintorni ، Touring club Italia، Touring Editore، 2001.